# Louise Antony
Louise M. Antony es una filósofa estadounidense, que desarrolla actividades académicas y científicas en el profesorado de filosofía en la Universidad de Massachusetts, Amherst. Antes de unirse a la Facultad de la UMass Amherst en 2006, fue docente en varias otras universidades. Se especializó en filosofía de la mente, epistemología, teoría feminista, y filosofía del lenguaje.
Además de su trabajo académico, también ha opinado y reflexionado, sobre el clima opresivo para las mujeres en la filosofía; escribiendo en una serie de artículos en la columna Opinionator del New York Times, en el otoño de 2013, y, con Ann Cudd fundaron, en 2011, el "Proyecto de tutoría para mujeres jóvenes en filosofía". Durante el periodo 2015 a 2016 fue presidenta de la División Este de la American Philosophical Association.

## Educación
En 1975, Antony obtuvo una BA (licenciatura)  en filosofía por la Universidad de Siracusa, después de lo cual, ella fue a la Universidad de Harvard por su doctorado, donde defendió su tesis doctoral, exitosamente en 1981. Entre 1980 a 1981, tuvo su primer puesto académico, en la Universidad de Illinois en Urbana-Champaign. Luego, de 1981 a 1983, enseñó en la Universidad de Boston; de 1983 a 1986 en la Bates College; de 1986-1993 en la Universidad Estatal de Carolina del Norte; de 1993 a 2000 en la Universidad de Carolina del Norte en Chapel Hill; y, de 2000 a 2006 en la Universidad Estatal de Ohio. En 2008, participó de un debate con el apologista cristiano William Lane Craig sobre el tema "¿Es necesario Dios para la moralidad?".

## Áreas de estudios
En su trabajo sobre la filosofía de la mente, Antony establece un terreno intermedio entre materialistas eliminadores como Daniel Dennett que niegan la posibilidad de la existencia de la mente, y grupos como dualistas y monistas neutrales, aquellos que buscan la no-existencia de explicaciones físicas de la mente.
También es una destacada defensora de la filosofía feminista analítica, sugiriendo que las filósofas feministas anteriores, pasaron por alto el grado en que las analistas analistas habían rechazado las ideas de empiristas y racionalistas, y por lo tanto identificaron erróneamente la epistemología analítica con el empirismo.

## Obra

### Publicaciones
Ha escrito numerosos artículos revisados por pares, reseñas de libros y ensayos. También ha editado e introducido tres volúmenes:
- Philosophers Without Gods (Oxford University Press, 2007), una colección de ensayos de filósofos destacados, que reflexionan sobre su vida sin fe religiosa;[9]
- Chomsky and His Critics, con Norbert Hornstein (Blackwell Publishing Co. 2003);
- A Mind of One's Own: Feminist Essays on Reason and Objectivity, con Charlotte Witt,(Westview Press, 1993), expandido en 2002 en una 2ª ed.[10]

#### Ensayos selectos
- “Natures and Norms,”[11]

- “Multiple Realization: Keeping it Real,”

- “Atheism as Perfect Piety For the Love of Reason,”
- “Everybody Has Got It: A Defense of Non-Reductive Materialism in the Philosophy of Mind,”
- “Because I Said So: Toward a Feminist Theory of Authority” con Rebecca Hanrahan.[4]